# Прествич, Майкл
Сэр Майкл Чарльз Прествич (англ. Michael Charles Prestwich, род. 30 января 1943) — британский историк-медиевист, специализирующийся на истории средневековой Англии, в первую очередь эпохе Эдуарда I. Экс-профессор истории Даремского университета, до 2007 года заведовал кафедрой истории. Кавалер Превосходнейшего ордена Британской империи.
Член Королевского исторического общества с 1972 года и член его учёного совета в 1989, член Королевского общества древностей с 1980 года. Один из наиболее авторитетных специалистов в своей области.

## Биография
Майкл Чарльз Прествич родился 30 января 1943 года в городе Оксфорд, Англия. Его отец и мать также были историками. Начальное образование он получил в школе для мальчиков Чартерхаус, после чего поступил в колледж Магдален Оксфорда и окончил его в 1964 году со степенью бакалавра искусств по английской истории, став лауреатом демисипии. Следующие пять лет Майкл обучался в аристократическом колледже Оксфордского университета Крайст-Чёрч, который окончил в 1969 году со степенью доктора философии по английской истории. Темой его диссертации стала «Войны Эдуарда I и их финансирование, 1294—1307».
В последний год обучения в Крайст-Чёрч, Майкл работал там преподавателем. В 1969 году он был принят на работу в университет Сэнт-Эндрюс, где в течение десяти лет преподавал историю средневековой Англии. В 1979 он перешёл на работу в Даремский университет с рангом чтеца, который занимал до 1986 года, когда был повышен до профессора средневековой истории и заведующего одноимённой кафедрой. Данную должность он занимал последующие 22 года, вплоть до 2008, когда ушёл на пенсию.
Член Королевского исторического общества с 1972 года и член его учёного совета в 1989, член Королевского общества древностей с 1980 года. В 1998 году Майкл был избран президентом общества стипендиатов Даремского университета, а в следующем году — членом академического общества Дирмана Кристоферсона.
В 2010 года Майкл был удостоен Превосходнейшего ордена Британской империи за свои труды в области истории.
Женат и имеет двух взрослых детей.

## Работы
- War, Politics and Finance under Edward I (англ.). — Lanham, MD: Rowman and Littlefield, 1972. — 317 p. — ISBN 08-747-1116-9. — ISBN 978-0-874-71116-5.
- The Three Edwards : War and State in England, 1272—1377 (англ.). — 2nd ed. — London: Routledge, 2003. — 300 p. — ISBN 04-153-0308-7. — ISBN 978-0-415-30308-8. (первое издание 1980 года)
- Brown Reginald Allen, Michael Prestwich, Coulson Charles. Chapter's 1 and 2 // Castles : A History and Guide (англ.) / general editor R. A. Brown. — Poole: Blandford, 1980. — 192 p. — ISBN 07-137-1100-0. — ISBN 978-0-713-71100-4.
- Edward I (англ.). — New Haven: Yale University Press, 2008. — 640 p. — (The English Monarchs Series). — ISBN 03-001-4665-5. — ISBN 978-0-300-14665-3. (первое издание 1990 года)
- English Politics in the Thirteenth Century (англ.). — New York: Macmillan International Higher Education[англ.], 1990. — 177 p. — (British history in perspective). — ISBN 13-492-0933-3. — ISBN 978-1-349-20933-0.
- Armies and Warfare in the Middle Ages : the English Experience (англ.). — Complete ed. — New Haven: Yale University Press, 1999. — 396 p. — ISBN 03-000-7663-0. — ISBN 978-0-300-07663-9.
- Plantagenet England, 1225—1360 (англ.). — Oxford: Clarendon Press ; New York: Oxford University Press US, 2005. — Vol. 8. — 638 p. — (New Oxford history of England). — ISBN 01-982-2844-9. — ISBN 978-0-198-22844-8.
- The Court of Edward II // The Reign of Edward II : New Perspectives (англ.) / Dodd, Gwilym; Musson, Anthony. — Woodbridge, UK: York Medieval Press, 2006. — P. 220—233. — 256 p. — ISBN 978-1-903153-19-2.
- A short history of the hundred years war (англ.). — New York ; London: Bloomsbury Academic, 2018. — 256 p. — (Short Histories). — ISBN 17-883-1138-8. — ISBN 978-1-788-31138-0.

Также Майкл является редактором или соредактором 10 книг (включая пять томов серии Thirteenth Century England издательства Boydell and Brewer) и автором большого количества статей.